# 山原貓
山原貓（學名：Leopardus jacobita），又名南美山貓或安第斯山貓，是一種細小的野生貓科。牠們是傳統上兩種沒有亞種的貓科之一。牠們的數量估計少於2500隻，但卻只有有限的保育工作。

## 特徵
山原貓的外觀像雪豹，棲息在海拔3500－4800米的地方，遠遠高於林木線。牠們約有家貓的大小，但尾巴較長，毛色呈銀灰色，有斑紋及斑點。牠們體長約60厘米，尾巴長42厘米，肩高36厘米，體重5.5公斤。

## 分佈
山原貓是所知最少及最為稀少的貓科之一，對牠們的認識都是來自僅有的觀察及一些標本。牠們未被馴養。估計牠們只生活在秘魯、玻利維亞、智利及阿根廷安地斯山脈的高山上。

## 保育狀況
山原貓喜歡棲息在高山環境，其分佈亦受當地的獵物情況所影響。總有效群體大小可能是低於2500隻，因失去獵物及棲息地、被獵殺及沒有多於250隻的亞群等緣故而有下降的趨勢。由於牠們只居於高山上，人類居住的山谷成為了屏障，分隔了牠們的群族。牠們在玻利維亞及智利因祭祀用途而受到獵殺。
牠們的數量稀少，較同樣生活在高海拔的南美草原貓更為稀疏。在其分佈地，牠們的遺傳多樣性非常低。

## 外部連結
- The Small Cat Conservation Alliance (SCCA) （页面存档备份，存于）
- Andean Cat Alliance （页面存档备份，存于）
- Endangered Cat is Still On The Prowl （页面存档备份，存于）